# Serofobie
Serofobia este prejudecata care constă în teama , respingerea și discriminarea împotriva persoanelor infectate cu HIV . Persoanele care trăiesc cu HIV se pot confrunta cu un tratament inegal atât din punct de vedere social, cât și din punct de vedere instituțional .  Deși HIV rămâne încă un virus care nu are leac, în zilele noastre tratamentul le permite persoanelor HIV pozitive nu numai să aibă o speranță de viață egală cu cea a persoanelor neinfectate, fără a dezvolta vreodată SIDA , chiar menține virusul nedetectabil și, prin urmare, netransmisibil . 
Discriminarea din cauza HIV/SIDA există în întreaga lume și include ostracismul , respingerea, discriminarea și evitarea contactului cu persoana infectată. Consecințele stigmatizării față de persoanele care trăiesc cu HIV duc, pe de o parte, la o participare scăzută la testarea și consilierea HIV și la lipsa interesului de a ști dacă au virusul la persoanele care nu își cunosc statutul HIV și, pe de altă parte. , la izolarea socială , singurătatea , stima de sine scăzută, criza de identitate sau depresia la persoanele diagnosticate cu HIV. 
Serofobia îngreunează lupta împotriva HIV/SIDA și poate fi intersectată cu o altă serie de prejudecăți asociate cu sărăcia , homosexualitatea , bisexualitatea , transsexualitatea sau promiscuitatea .  În unele țări , discriminarea instituțională include restricții privind libertatea de circulație ,  dreptul la proprietate , accesul la muncă , școală , servicii sociale și chiar locuință.